# Riu Platte Nord

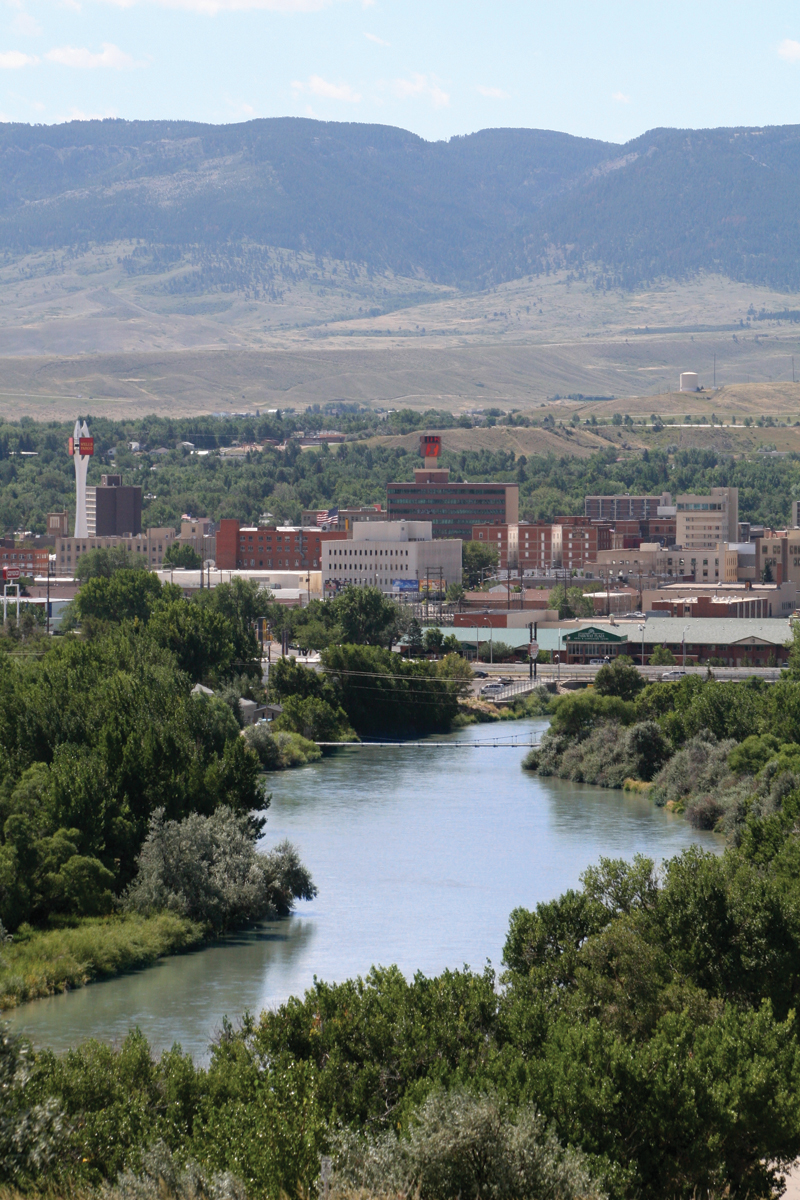
El riu a Casper

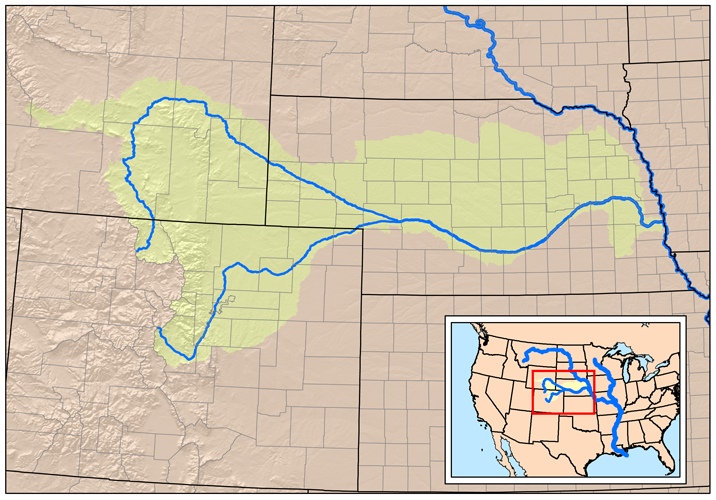
Conca del Platter

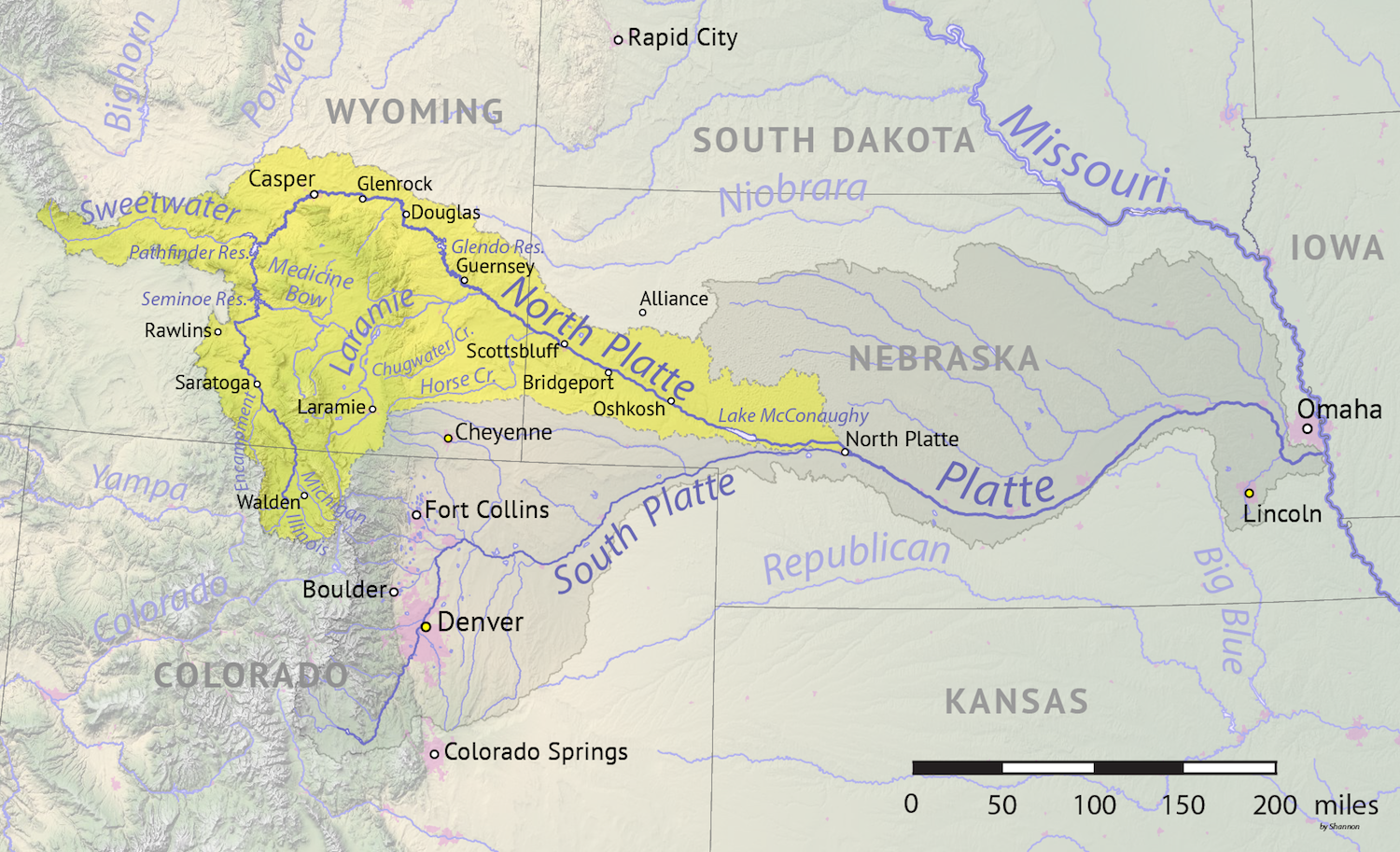
Conca general

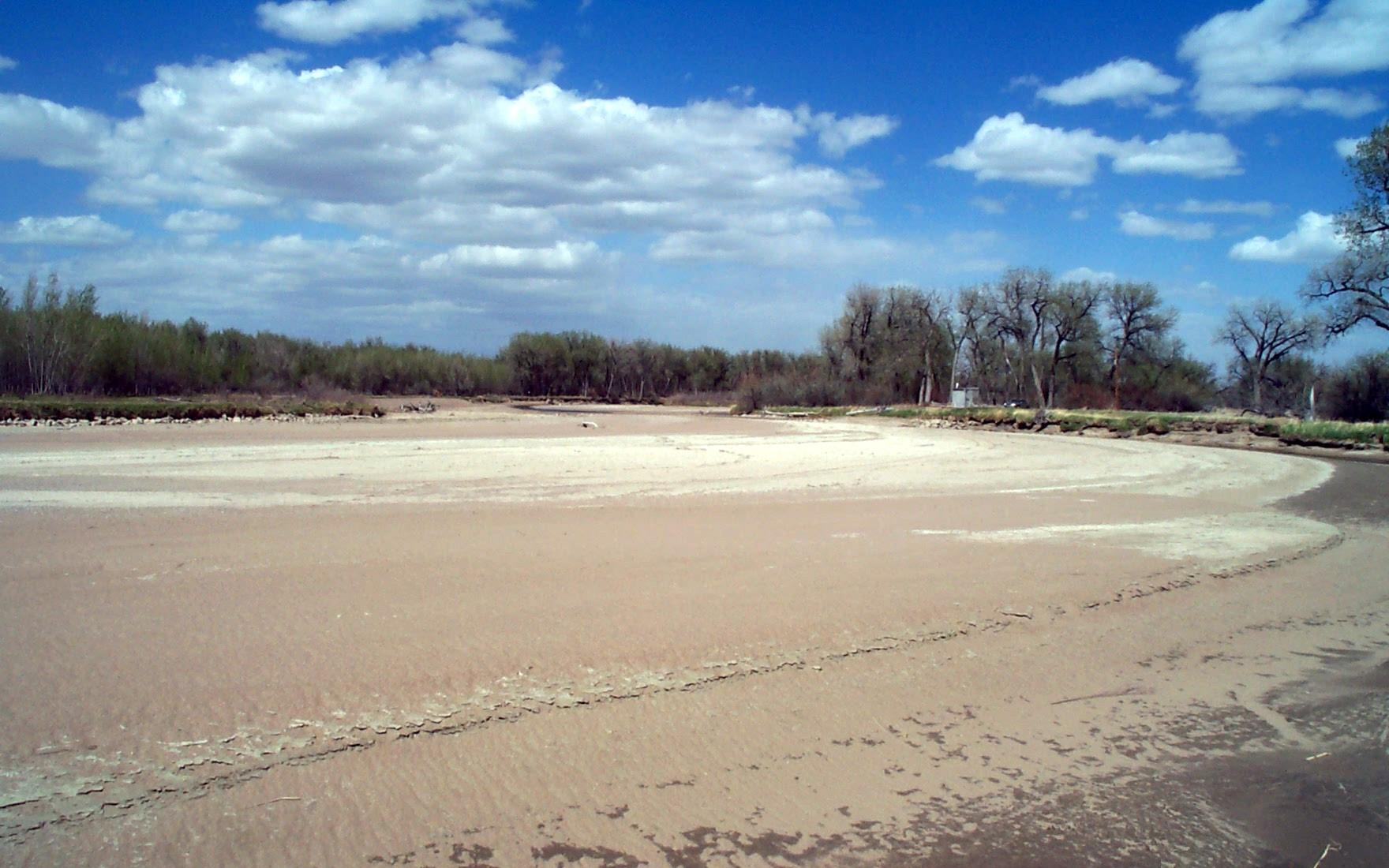
Curs sec del riu Platte Nord, 2002.

El riu Platte Nord o riu San Lorenzo (anglès: North Platte River) és un riu del mitjà oest dels Estats Units, és una de les fonts del riu Platte, al seu torn afluent del riu Missouri, que discorre pel vessant oriental de les muntanyes Rocoses i la part central de les Great Plains. Fa aproximadament 1.152 km de longitud, però considerant el sistema conjunt Platte/Platte Nord té una llargada de 1.651 km, que el situen entre els 15 rius més llargs dels Estats Units. Neix a 2.456 m d'altitud i desemboca a 842 m d'altitud. La seva conca fa 80.030 km² i el seu cabal és 38 m³ per segon.
Discorre pels estats de Colorado, Wyoming i Nebraska.
Els seus afluents principals són: el Laramie (348 km), Medicine Bow (314 km) i Sweetwater (241 km)